# Haus zum Breiten Herd

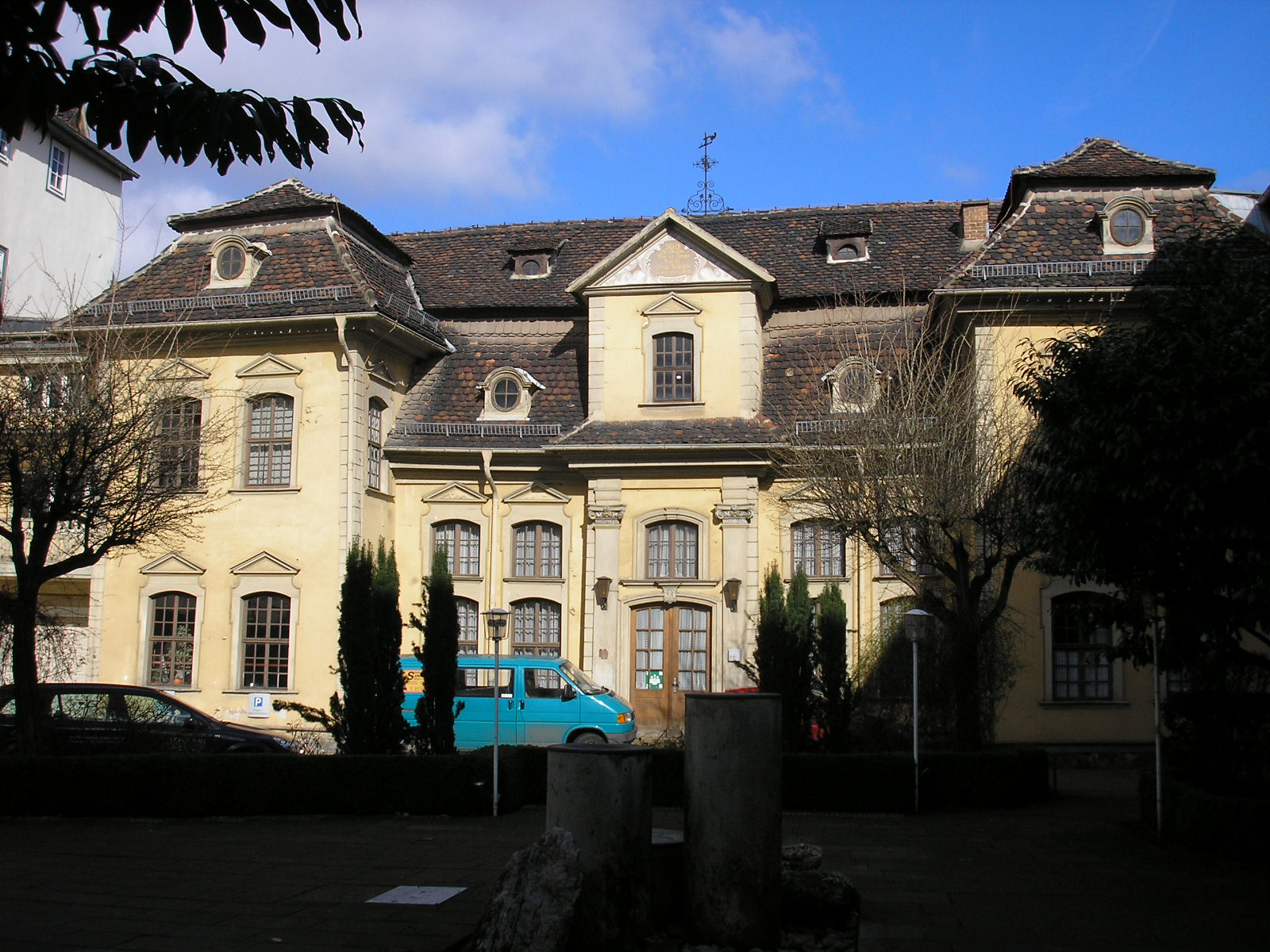
Barokní zámeček v zadním dvoře, březen 2009

Haus zum Breiten Herd (česky Dům u Široké plotny) je měšťanský renesanční dům s popisným číslem 13, stojící na severním okraji erfurtského náměstí Fischmarkt a je součástí tamního Starého města. Patří k nejpřepychovějším a nejznámějším renesančním stavbám města.
Haus zum Breiten Herd byl postaven roku 1584 na náklad městského rychtáře a radního Heinricha von Denstedt. V roce 1734 byl dům propojen se sousedním domem „Zum Stötzel“. Polychromní výzdoba fasády byla rekonstruována v roce 1968. Na fasádě v prvním poschodí se nachází personifikované ztvárnění pěti smyslů, které byly vyhotoveny podle předlohy Franse Florise z Antverp. V okenních štítech ve vyšších patrech domu se nachází výzdoba ve formě lidských a zvířecích hlav. Na vrcholku stavby je umístěna socha ztvárňující Lancknechta. Fasádní výzdobu vytvořil Hans Friedemann starší.
Za domem se nachází barokní zámeček z roku 1727 se sálem. Mimo to byl Haus zum Breiten Herd předobrazem pro gildovní dům, který byl postaven v novorenesančním stylu v letech 1882–1983 hned vedle a který nese čísla popisné 14–16.
Dům byl poškozen při požáru restaurace v přízemí, který vypukl 17. července 2008.